# Eric Staal
Eric Craig Staal, född 29 oktober 1984 i Thunder Bay, Ontario, är en kanadensisk professionell ishockeyspelare som spelar för Florida Panthers i NHL. 
Han har tidigare spelat på NHL-nivå för Buffalo Sabres, Minnesota Wild, New York Rangers Carolina Hurricanes och Montreal Canadiens.
Staal valdes av Carolina Hurricanes i draften 2003 som andre spelare totalt. Han spelade juniorhockey i Peterborough Petes i OHL.

## NHL
Sitt första år i NHL, 2003–04, gjorde 19-årige Eric Staal 11 mål och 20 assist på 81 matcher för Carolina Hurricanes. 2004–05, under NHL-strejken, spelade Staal för Lowell Lock Monsters i AHL och gjorde 26 mål och 51 assist på 77 matcher. 
2005–06 var NHL i gång igen och Staal fick sitt stora genombrott. På 82 matcher i grundserien gjorde han 45 mål och 55 assist för 100 poäng. I slutspelet förlorade Carolina de två första matcherna i åttondelsfinalen mot Montreal Canadiens men vann sedan match tre med 2-1 efter ett mål på övertid av Staal. Carolina vann sedan tre raka uddamålssegrar och matchserien med 4-2. Hurricanes slog sedan ut New Jersey Devils med 4-1 i matcher i kvartsfinalen och Buffalo Sabres med 4-3 i matcher i semifinalen innan man mötte Edmonton Oilers i finalen. Carolina vann finalen mot Edmonton med 4-3 i matcher och således Stanley Cup. Staal gjorde totalt 9 mål och 19 assist för 28 poäng på 25 matcher i slutspelet för Carolina.
Året efter, 2006–07, gjorde Staal 30 mål och 40 assist på 82 matcher men Carolina missade slutspel, vilket man också gjorde 2007–08 trots 38 mål och 44 assist från Staals klubba. 2008–09 gjorde Staal 40 mål och 35 assist på 82 matcher och Carolina var tillbaka i slutspelet efter två års frånvaro. Hurricanes slog ut New Jersey Devils i åttondelsfinalen med 4-3 i matcher och Boston Bruins i kvartsfinalen med 4-3 i matcher innan man förlorade mot Pittsburgh Penguins i semifinalen i fyra raka matcher. Staal gjorde 10 mål och 5 assist på 18 matcher i slutspelet.
Efter säsongen 2015-16 skrev Eric Staal, i egenskap av free agent, på ett treårigt kontrakt med Minnesota Wild.  Han utnämndes även som assisterande lagkapten för laget. I februari 2019 förlängde Staal med Minnesota då han skrev på ett tvåårigt kontrakt värt $3,25 miljoner årligen för Minnesota wild. Natten till den 15 december 2019 svensk tid blev Eric Staal den 89:e spelaren någonsin och sjunde aktive att nå en tung milstolpe i sin karriären, då han nådde 1,000 poäng hittills i sin karriär. Matchen var då borta mot Chicago Blackhawks i United Center i en match som Minnesota förlorade 5-3.
Den 16 september 2020 trejdades Eric Staal från Minnesota till Buffalo Sabres i utbyte mot Marcus Johansson. Staal själv beskrev trejden som något av en chock för honom och hans familj. Efter en dålig säsongsinledning för Sabres trejdades Staal vidare till Montreal Canadiens den 26 mars 2021.
Inför säsongen 22-23 trejdades han till Florida Panthers.

## Internationellt
Eric Staal har spelat framgångsrikt för Kanada i ett flertal internationella turneringar. 2007 var han med och vann VM-guld i Moskva och gjorde 5 mål och 5 assist på 9 matcher. I OS i Vancouver 2010 var Staal en av spelarna som spelade hem guldet till hemmanationen efter en dramatisk finalmatch mot USA. Staal gjorde 1 mål och 5 assist på 7 matcher i turneringen. Staal blev i och med OS-guldet medlem i Trippelguldklubben.

## Privatliv
Eric Staal är inte ensam i sin familj om att spela ishockey. Han har tre yngre bröder som alla spelar eller har spelat professionell ishockey på hög nivå, två av dem i NHL. Marc Staal är back och spelar för Detroit Red Wings, Jordan Staal är center och spelar i Carolina Hurricanes och yngste brodern Jared Staal spelade tidigare för bland annat Charlotte Checkers i AHL och South Carolina Stingrays i ECHL.

## Statistik

### Klubbkarriär
| 2000–01    | Peterborough Petes   | OHL        | 63    | 19  | 30  | 49    | 23  | 7  | 2  | 5  | 7  | 4  |
| 2001–02    | Peterborough Petes   | OHL        | 56    | 23  | 39  | 62    | 40  | 6  | 3  | 6  | 9  | 10 |
| 2002–03    | Peterborough Petes   | OHL        | 66    | 39  | 59  | 98    | 36  | 7  | 5  | 9  | 14 | 6  |
| 2003–04    | Carolina Hurricanes  | NHL        | 81    | 11  | 20  | 31    | 40  | —  | —  | —  | —  | —  |
| 2004–05    | Lowell Lock Monsters | AHL        | 77    | 26  | 51  | 77    | 88  | 11 | 2  | 8  | 10 | 12 |
| 2005–06    | Carolina Hurricanes  | NHL        | 82    | 45  | 55  | 100   | 81  | 25 | 9  | 19 | 28 | 8  |
| 2006–07    | Carolina Hurricanes  | NHL        | 82    | 30  | 40  | 70    | 68  | —  | —  | —  | —  | —  |
| 2007–08    | Carolina Hurricanes  | NHL        | 82    | 38  | 44  | 82    | 50  | —  | —  | —  | —  | —  |
| 2008–09    | Carolina Hurricanes  | NHL        | 82    | 40  | 35  | 75    | 50  | 18 | 10 | 5  | 15 | 4  |
| 2009–10    | Carolina Hurricanes  | NHL        | 70    | 29  | 41  | 70    | 68  | —  | —  | —  | —  | —  |
| 2010–11    | Carolina Hurricanes  | NHL        | 81    | 33  | 43  | 76    | 72  | —  | —  | —  | —  | —  |
| 2011–12    | Carolina Hurricanes  | NHL        | 82    | 24  | 46  | 70    | 48  | —  | —  | —  | —  | —  |
| 2012–13    | Carolina Hurricanes  | NHL        | 48    | 18  | 35  | 53    | 54  | —  | —  | —  | —  | —  |
| 2013–14    | Carolina Hurricanes  | NHL        | 79    | 21  | 40  | 61    | 74  | —  | —  | —  | —  | —  |
| 2014–15    | Carolina Hurricanes  | NHL        | 77    | 23  | 31  | 54    | 41  | —  | —  | —  | —  | —  |
| 2015–16    | Carolina Hurricanes  | NHL        | 63    | 10  | 23  | 33    | 32  | —  | —  | —  | —  | —  |
| 2015–16    | New York Rangers     | NHL        | 20    | 3   | 3   | 6     | 2   | 5  | 0  | 0  | 0  | 4  |
| 2016–17    | Minnesota Wild       | NHL        | 82    | 28  | 37  | 65    | 34  | 5  | 0  | 1  | 1  | 0  |
| 2017–18    | Minnesota Wild       | NHL        | 82    | 42  | 34  | 76    | 42  | 5  | 1  | 1  | 2  | 2  |
| 2018–19    | Minnesota Wild       | NHL        | 81    | 22  | 30  | 52    | 34  | —  | —  | —  | —  | —  |
| 2019–20    | Minnesota Wild       | NHL        | 66    | 19  | 28  | 47    | 28  | 4  | 1  | 4  | 5  | 2  |
| NHL totalt | NHL totalt           | NHL totalt | 1,240 | 436 | 585 | 1,021 | 818 | 62 | 21 | 30 | 51 | 20 |

### Internationellt
| År                     | Lag                    | Turnering              |                        | Matcher | Mål | Assist | Poäng | Utv |
| ---------------------- | ---------------------- | ---------------------- | ---------------------- | ------- | --- | ------ | ----- | --- |
| 2007                   | Kanada                 | VM                     | 9                      | 5       | 5   | 10     | 6     |     |
| 2008                   | Kanada                 | VM                     | 8                      | 4       | 3   | 7      | 6     |     |
| 2010                   | Kanada                 | OS                     | 7                      | 1       | 5   | 6      | 6     |     |
| 2013                   | Kanada                 | VM                     | 8                      | 0       | 3   | 3      | 4     |     |
| Internationellt totalt | Internationellt totalt | Internationellt totalt | Internationellt totalt | 32      | 10  | 16     | 26    | 22  |